# Azerbaijanfilm

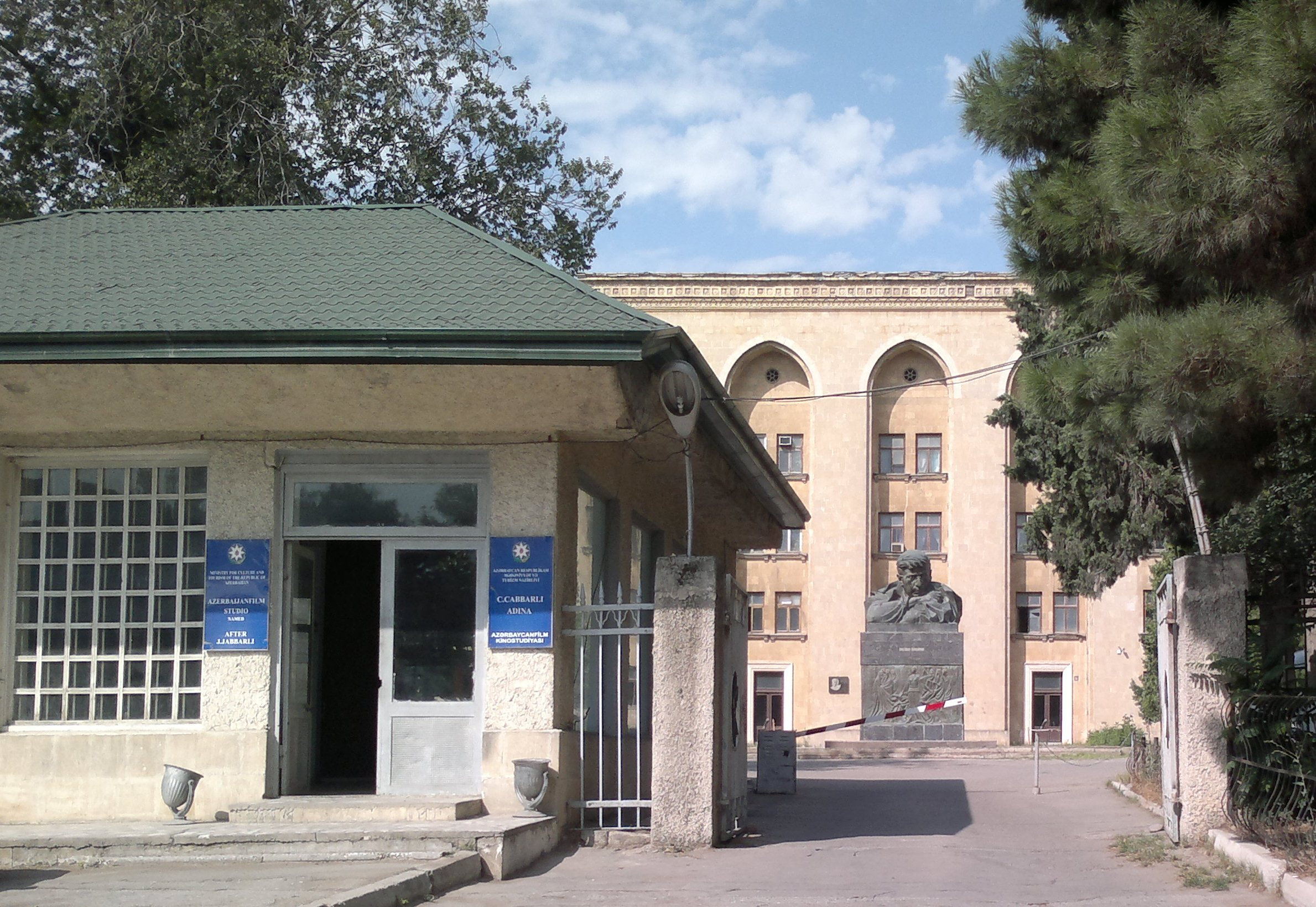
Entrada principal para o estúdio Azerbaijanfilm

Azerbaijanfilm (em azeri:  Azərbaycanfilm) é uma empresa estatal de produção cinematográfica do Azerbaijão.

## História
Foi estabelecida em 1920 como um departamento de foto-cinema no Comissariado do Povo da SSR do Azerbaijão, e em 1923 renomeado como "Azerbaijani Photo-Cinema Office" (AFKI). Ele passou por várias mudanças de nome, incluindo "Azdovletkino" (1926-1930), "Azkino" (1930-1933), "Azfilm" (1933), "Azdovletkinosenaye" (1934), "Azerfilm" (1935-1940), e "Baku Cinema Studio" (1941-1959), antes de adoptar o seu nome actual em 1960 como "Azerbaijanfilm", estúdio de cinema em homenagem a Jafar Jabbarly. Actualmente, "Azerbaijanfilm" é uma parte do Ministério da Cultura e Turismo do Azerbaijão.

## Filmes notáveis

### Azerbaijão SSR
- 1931 Qaz
- 1933 Lökbatan
- 1945 O vendedor de tecidos
- 1956 O Olmasin, Bu Olsun
- 1961 Balıqçılar
- 1963 Kür
- 1964 İçəri Şəhər
- 1964 Ulduz
- 1965 Mingəçevir
- 1970 Sevil
- 1977 Birthday
- 1979 Babek
- 1988 The Scoundrel
- 1989 Anecdote

### Azerbaijão
- 1991 O anel de noivado
- 1998 Sari Gelin
- 2001 O Sonho
- 2004 National Bomb
- 2009 A 40ª porta
- 2010 A Delegacia
- 2011 Buta
- 2012 Incrível Azerbaijão (documentário)
- 2012 Homem de estepe